# 夜明けのブレス
「夜明けのブレス」（よあけのぶれす）は、1990年6月21日にリリースされたチェッカーズの23枚目のシングル。

## 解説
「夜明けのブレス」と「100Vのペンギン」の2曲がシングル候補であったが、同時期に藤井郁弥の結婚があったため、ラブソングである「夜明けのブレス」がシングルとなり、「100Vのペンギン」はアルバム『OOPS!』に収録された。
この曲で「第41回NHK紅白歌合戦」に出場、チェッカーズとして紅白歌合戦には7年連続7回目の出演となった。

## 収録曲
1. 夜明けのブレス
  - 作詞:藤井郁弥／作曲:鶴久政治／編曲:THE CHECKERS FAM.
  - ストレートなラブソング。詞は郁弥が妻のために作ったと言われるが、雑誌では「自分達に手を差しのべてくれた全ての人達に歌っている」と語っている。映画「タスマニア物語」のキャンペーンソングであった。
2. Space Lovers
  - 作詞:藤井郁弥／作曲:藤井尚之／編曲:THE CHECKERS FAM.
  - アイドル色が強い楽曲であり、メンバーは「光GENJIに歌わせてもいい」と言っていた。「2010年ノースアメリカンスペース航空アリス星キャンペーンソング」とあるが、勿論全くの嘘である。SMAPの香取慎吾が「チェッカーズの曲の中で一番好き」と発言したことがある。